# Внушительные буфера
«Внушительные буфера» (англ. Major Boobage) — третий эпизод двенадцатого сезона (№ 170) сериала «Южный Парк», премьера которого состоялась 26 марта 2008 года. Эпизод основан на канадском мультфильме 1981 года «Heavy Metal». Это первая серия «Южного парка», получившая рейтинг LSV (сцены насилия, демонстрация обнажённой натуры и ненормативная лексика) в системе оценок TV-MA.

## Сюжет
Мистер Мэки объясняет детям вред от получения наркотического удовольствия и галлюцинаций методом лёгкого удушья и другими способами. После этих слов Кенни пытается придушить самого себя прямо в классе. Баттерс говорит, что слышал от брата из Флориды о методе получения кайфа путём вдыхания кошачьей мочи. Мистер Мэки говорит, что это верная информация, но надо использовать концентрированную мочу, которую коты выделяют, когда метят территорию. Мистер Мэки сразу же сожалеет, что рассказал об этом детям, и надеется на их благоразумие.
Кенни пробует мочу дома и оказывается в другой реальности, где он ездит на «Понтиаке» и встречает Тааму (большегрудую дочку мускулистого вождя планеты). Он благодарит Кенни за взор на бюст его дочери. Затем Таама раздевается для купания. Но в этот миг моча перестает действовать.
О вреде использования чизинга — так называется вдыхание концентрированной мочи — сообщают по Fox News, предупреждая, что каждый ребёнок может оказаться наркоманом. Джеральд Брофловски предлагает ввести в Саут-Парке новый закон о запрете кошек, и эту идею бурно поддерживает подавляющее большинство населения. Кошек удаётся забрать у всех добропорядочных семей — особи остаются лишь у Картмана, спрятавшего Китти на чердаке, и Кенни, который «бодрится» мочой дома, пропуская школу. Вскоре Картман вынужден брать всех оказавшихся на улице животных к себе на чердак; он не может отказать хозяевам кошек, искренне переживая за них и их животных. И однажды он находит у себя на чердаке Кенни, обезумевшего от мочи.
Друзья, обеспокоенные наркоманией Кенни, забирают у него животных и перепрятывают их у себя. Джеральд и Шейла находят кота в комоде Кайла и запирают сына в комнате, подозревая его в наркомании. Джеральд относит кота Кайла в подвал, вспоминая, что уже десять лет прошло с тех пор, как он перестал дышать кошачьими выделениями. Пообещав себе, что он это делает в последний раз, Джеральд прыскает себе в лицо мочой и начинает видеть те же галлюцинации, что и Кенни. Вдвоём они попадают к бассейну, в котором можно искупаться с пышногрудой красоткой, но за место в нём надо побороться. Драка происходит и в реальности, полураздетые Джеральд и Кенни оказываются на улице, где за ними наблюдает весь город. После этого Джеральду приходится публично извиниться и предложить отменить закон о запрете котов.
К финалу Стэн, Кайл и Эрик радуются, видя, что Кенни перестал быть наркоманом и радостно нюхает цветы. Однако оказывается, что у Кенни всего лишь появился новый способ наркомании — он нюхает галлюциногенные цветы, чтобы снова оказаться в своих фантазиях.

## Использованные песни
- «Heavy Metal (Takin' a Ride)» Don Felder — песня идёт фоном к первому чизу Кенни
- «Heavy Metal» Sammy Hagar — полёт Кенни на птице
- «Radar Rider» Riggs — чиз Джеральда

## Пародии
- Поведение Картмана после запрета котов в городе — пародия на фильм «Список Шиндлера». Когда позже Кайл интересуется у Картмана, чем объясняется его трепетное отношение к кошкам, тот говорит, что считает неправильным планомерное и целенаправленное уничтожение живых существ, на что Кайл спрашивает, не припоминает ли Картман в истории подобных событий, намекая на Холокост. Картман не может припомнить ничего подобного в истории; это отсылает к нескольким сериям, где Картман прямо говорит, что Гитлер — его кумир.
- Речь Джеральда перед публикой — пародия на выступление бывшего губернатора штата Нью-Йорк Элиота Спитцера, который после принятия жёстких мер для искоренения проституции сам оказался клиентом местных «жриц любви».
- Также речь Джеральда, вероятно, может быть пародией на признание президента США Билла Клинтона в связи с Моникой Левински. Шейла также стоит слева от него, как и Хиллари Клинтон в день официального признания мужа[3].

### Влияние мультфильма «Тяжёлый металл»
В эпизоде присутствует множество отсылок к канадскому фильму «Тяжёлый металл», например:
- Саундтрек, звучащий во время наркопутешествий Кенни и Джеральда, совпадает с музыкальным фоном фильма.
- Кенни путешествует по пустыне на «Pontiac», что копирует полёт астронавта на «Corvette» в начальных титрах фильма.
- Самолёт «Jewish Princess» (рус. «Еврейская Принцесса»), на котором летел Джеральд во время чиза, взят из части «B-17» (там он назывался «Pacific Pearl» (рус. «Тихоокеанская Жемчужина»). «Jewish Princess» украшен девушкой в стиле пин-ап со стереотипной еврейской внешностью и Звездой Давида на плече.
- И летающее существо, которое Кенни оседлал во время своей второй галлюцинации, и анонимная принцесса взяты из части фильма «Таарна».
- Статуя, поддерживающая бюст девушки, за которую борются Джеральд и Кенни, — это отсылка к Лок-Нар, зелёному камню, который фигурирует в каждой из частей фильма.
- В оригинальном фильме, как и во многих фильмах его эпохи, художники в шутку пытались вставить изображения женской обнаженной груди, например, в очертания облака. Эпизод сериала высмеивает это стремление, наделяя бюстами всё вокруг — от зданий до каждого персонажа в отдельности.

## Факты
- Судя по окрасу и внешнему виду в целом, при первом эксперименте детей с котом используется питомец Эрика Картмана. Но в массе других эпизодов и особенно в «Кошачьей оргии» показано, что питомцем Картмана является кошка, хотя для кайфа годится только моча котов.
- Это первая за пару сезонов серия, где Кенни является одним из главных героев в какой-либо сюжетной линии. К тому же, он не умирает в этом эпизоде.
- На чердаке у Картмана лежит портрет Артура Конан Дойля, такой же портрет висит в зале собрания глав государств в следующем эпизоде.
- На кухне, где Баттерс даёт кофе Кенни, на оконном стекле можно увидеть дыру от пули, которая убила Кенни в недавнем эпизоде «Список». Это одна из крайне редко встречающихся отсылок к тому, что Кенни регулярно умирает в сериале. Предыдущий такой намёк можно встретить в серии «Отличная загадка группы Korn о пиратском призраке».
- Там же, когда Кенни блюёт, можно увидеть его рот (похоже, он не так глубоко закрыт под паркой) и прядь жёлтых волос.
- Когда Шейла входит с Кайлом в комнату, на полке можно заметить игрушечную касатку из серии «Освободите Виллзиака».
- В этом эпизоде Джеральда впервые можно увидеть без ермолки.
- Предложение Картмана Китти вести дневник — аллюзия на Анну Франк, маленькую еврейскую девочку, скрывавшуюся на чердаке вместе со своей семьей от нацистов во время Холокоста.
- Термин Чизинг пародирует популярный в Техасе героиновый наркотик чиз.
- Кошачья моча (англ. «Cat piss») – сленговое название популярного среди молодёжи наркотика «Мефедрон».